# Hóa (họ)
Hóa (chữ Hán: 華) là một họ của người châu Á. Trong danh sách Bách gia tính họ Hóa (華) đứng thứ 28. Trong tiếng Việt, họ Hóa thường bị phiên âm sai thành Hoa. Theo Khang Hy tự điển, chữ 華 với tư cách là họ có phiên thiết là 胡化切, như vậy, âm đúng của nó là Hóa.

## Người Trung Quốc họ Hóa (華)
- Hóa Đà, danh y thời Tam Quốc
- Hóa Hùng, tướng đầu thời Tam Quốc
- Hóa La Canh, nhà toán học Trung Quốc